# Оливейра, Рафаэлу
Рафаэ́лу Оливе́йра Ферре́йра (порт.-браз. Rafaello Oliveira Ferreira; род. 26 января 1982, Ресифи) — бразильский боец смешанного стиля, представитель лёгкой весовой категории. Выступал на профессиональном уровне в период 2004—2014 годов, известен по участию в турнирах бойцовской организации UFC.

## Биография
Рафаэлу Оливейра родился 26 января 1982 года в городе Ресифи штата Пернамбуку, Бразилия. В возрасте шестнадцати лет начал серьёзно заниматься бразильским джиу-джитсу, затем решил стать бойцом ММА.

### Начало профессиональной карьеры
Дебютировал в смешанных единоборствах на профессиональном уровне в декабре 2004 года, выиграв у своего соперника техническим нокаутом во втором раунде. Дрался в различных небольших промоушенах Бразилии преимущественно на территории своего родного штата Пернамбуку — в подавляющем большинстве случаев выходил из поединков победителем.
В 2007 году переехал на постоянное жительство в США, поселившись в городе Ноксвилл, где одновременно со спортивной карьерой работал инструктором в Ноксвиллской академии боевых искусств. В октябре 2008 года выступил на турнире ShoXC, уступив техническим нокаутом достаточно известному бойцу Лайлу Бирбому. 

### Ultimate Fighting Championship
Имея в послужном списке 12 побед и только два поражения, Оливейра привлёк к себе внимание крупнейшей бойцовской организации мира Ultimate Fighting Championship. Впервые выступил в октагоне UFC в сентябре 2009 года, но дебют оказался неудачным — по истечении трёх раундов судьи единогласно отдали победу его сопернику Нику Ленцу.
В 2010 году по очкам выиграл у Джона Гундерсона, но проиграл Андре Уиннеру, и на этом поражении его сотрудничество с организацией подошло к концу.
Одержав четыре победы на турнирах менее престижных организаций, в 2011 году Оливейра вернулся в UFC. Однако возвращение не было удачным — последовали досрочные поражения от Глейсона Тибау и Ива Эдвардса.
В 2012 году Оливейра перебрался Чарлстон, Южная Каролина, устроившись работать тренером в зале Charleston Krav Maga & MMA. При этом ему удалось выиграть бой в UFC с малоизвестным бойцом Йойсланди Искиэйрдо.
В 2013 и 2014 годах Рафаэлу Оливейра потерпел поражения техническим нокаутом от Эдсона Барбозы и Эрика Коха, после чего окончательно покинул организацию и принял решение завершить карьеру спортсмена.

## Статистика в профессиональном ММА
| Боёв 25  | Побед 17 | Поражений 8 |
| -------- | -------- | ----------- |
| Нокаутом | 4        | 4           |
| Сдачей   | 5        | 2           |
| Решением | 6        | 2           |
| Другие   | 2        | 0           |

| Результат | Рекорд | Соперник                 | Способ                  | Турнир                            | Дата             | Раунд | Время | Место                | Примечание |
| --------- | ------ | ------------------------ | ----------------------- | --------------------------------- | ---------------- | ----- | ----- | -------------------- | ---------- |
| Поражение | 17-8   | Эрик Кох                 | TKO (удары руками)      | UFC 170                           | 22 февраля 2014  | 1     | 1:24  | Лас-Вегас, США       |            |
| Поражение | 17-7   | Эдсон Барбоза            | TKO (удары ногами)      | UFC 162                           | 6 июля 2013      | 2     | 1:44  | Лас-Вегас, США       |            |
| Победа    | 17-6   | Йойсланди Искиэйрдо      | Единогласное решение    | UFC 148                           | 7 июля 2012      | 3     | 5:00  | Лас-Вегас, США       |            |
| Поражение | 16-6   | Ив Эдвардс               | TKO (удары)             | UFC Live: Cruz vs. Johnson        | 1 октября 2011   | 2     | 2:44  | Вашингтон, США       |            |
| Поражение | 16-5   | Глейсон Тибау            | Сдача (удушение сзади)  | UFC 130                           | 28 мая 2011      | 2     | 3:28  | Лас-Вегас, США       |            |
| Победа    | 16-4   | Райан Бикслер            | TKO (удары руками)      | Recife Fighting Championship 4    | 31 марта 2011    | 2     | 0:21  | Ресифи, Бразилия     |            |
| Победа    | 15-4   | Бенди Казимир            | Единогласное решение    | Recife Fighting Championship 3    | 2 декабря 2010   | 3     | 5:00  | Ресифи, Бразилия     |            |
| Победа    | 14-4   | Кевин Родди              | Сдача (удушение сзади)  | DFL 1: The Big Bang               | 24 ноября 2010   | 1     | 4:46  | Нью-Джерси, США      |            |
| Победа    | 13-4   | Рафаэл Диас              | Единогласное решение    | Scorpius Fighting Championships 1 | 24 октября 2010  | 3     | 5:00  | Форт-Лодердейл, США  |            |
| Поражение | 12-4   | Андре Уиннер             | Единогласное решение    | UFC Fight Night: Florian vs. Gomi | 31 марта 2010    | 3     | 5:00  | Шарлотт, США         |            |
| Победа    | 12-3   | Джон Гундерсон           | Единогласное решение    | UFC 108                           | 2 января 2010    | 3     | 5:00  | Лас-Вегас, США       |            |
| Поражение | 11-3   | Ник Ленц                 | Единогласное решение    | UFC 103                           | 19 сентября 2009 | 3     | 5:00  | Даллас, США          |            |
| Победа    | 11-2   | Джон Мэлоу               | Единогласное решение    | XFC 8: Regional Conflict          | 25 апреля 2009   | 3     | 5:00  | Ноксвилл, США        |            |
| Победа    | 10-2   | Бо Кинг                  | Сдача (удушение сзади)  | Colosseo Championship Fighting    | 6 марта 2009     | 1     | 1:34  | Эдмонтон, Канада     |            |
| Победа    | 9-2    | Роберт Томпсон           | Сдача (треугольник)     | XFC 7: School of Hard Knox        | 20 февраля 2009  | 1     | 4:50  | Ноксвилл, США        |            |
| Поражение | 8-2    | Лайл Бирбом              | TKO (остановлен врачом) | ShoXC 9                           | 10 октября 2008  | 1     | 5:00  | Хаммонд, США         |            |
| Победа    | 8-1    | Давид Сантьяго           | N/A                     | ROTR: Beatdown 6                  | 16 февраля 2008  | N/A   | N/A   | Гавайи, США          |            |
| Победа    | 7-1    | Эдилсон Флоренсиу        | Сдача (треугольник)     | MZI — Combat 2                    | 24 ноября 2007   | N/A   | N/A   | Кайко, Бразилия      |            |
| Победа    | 6-1    | Витор Пимента            | TKO (удары руками)      | Action Fight Championship         | 20 июня 2007     | 2     | N/A   | Пернамбуку, Бразилия |            |
| Победа    | 5-1    | Вегимар ди Лусена Шавиер | TKO (слэм)              | Rino’s FC 2                       | 8 июня 2006      | 1     | N/A   | Пернамбуку, Бразилия |            |
| Победа    | 4-1    | Фабиу Сантана Толду      | Сдача (удушение сзади)  | Rino’s FC 1                       | 9 февраля 2006   | 1     | N/A   | Пернамбуку, Бразилия |            |
| Победа    | 3-1    | Миру Арона               | Единогласное решение    | Pernambuco Extreme Fight          | 16 сентября 2005 | 2     | 5:00  | Пернамбуку, Бразилия |            |
| Поражение | 2-1    | Жоржи Родригес Силва     | Сдача (болевой)         | Pernambuco Extreme Fight          | 16 сентября 2005 | 1     | N/A   | Пернамбуку, Бразилия |            |
| Победа    | 2-0    | Неизвестный боец         | N/A                     | Pernambuco Extreme Fight          | 16 июня 2005     | N/A   | N/A   | Пернамбуку, Бразилия |            |
| Победа    | 1-0    | Вегимар ди Лусена Шавиер | TKO (удары)             | Arena Fight                       | 9 декабря 2004   | 2     | N/A   | Пернамбуку, Бразилия |            |